# Buskia seriata
Buskia seriata is een mosdiertjessoort uit de familie van de Buskiidae. De wetenschappelijke naam van de soort is voor het eerst geldig gepubliceerd in 1953 door Soule.